# Дуралуминијум
Дуралуминијум је легура алуминијума, бакра, магнезијума, манганa. Легуре алуминијума су се као конструктивни материјал у ваздухопловству почеле користити већ крајем 19. века познате под именом Шварцов алуминијум. До шире употребе долази после Првог светског рата. 
Због мале чврстоће чисти алуминијум се не може користити при изради носећих елемената конструкције. Зато га треба легирати, односно додавати разне друге метале који ће побољшати механичке особине основног елемента, тј. алуминијума. Као елементи за легирање углавном се додају: бакар, цинк, силицијум, магнезијум, никл, хром, гвожђе итд. Најчешћи елементи којима се легира алуминијум су бакар и магнезијум. 
Као чисти елемент алуминијум се може употребити за цевоводе инструмената (данас се користе поливинил црева) и разне капотаже (покрови отвора на оплати ваздухоплова за сервисирање). После термичке обраде, коначне особине легуре не добијамо одмах, већ након неколико дана, у зависности од типа легуре. Чврстоћа на лом расте с временом и с температуром жарења („старење“). Од дуралуминијума се могу израђивати цеви, шипке, лимови, траке итд. Чврстоћа на лом после „старења“, у зависности од типа легуре и начина термичке обраде, достиже величину до 50 kp/{\displaystyle mm^{2}}. По особинама обрадивости, ове су легуре врло захвалан материјал. Могу се изливати, урезивати, калити, машински обрађивати, заваривати, ваљати или извлачити. Употребљавају се за израду комплетних рамењача, прешаних профила, ребара, оквира, оплате, цеви и заковица. 
Данас се овај термин углавном односи на легуре алуминијума и бакра, означене као серија 2000 од стране Међународног система за означавање легура (IADS), као и за легуре из 2014. и 2024. које се користе у производњи авионских конструкција.

## Историја
Дуралуминијум је развио немачки металург Алфред Вилм из компаније Диренер Металверке АГ. Године 1903. Вилм је открио да ће се након гашења легура алуминијума која садржи 4% бакра стврднути када се остави на собној температури неколико дана. Даља побољшања су довела до увођења дуралуминијума 1909. године. Назив се углавном користи у популарној науци да опише систем легуре Al-Cu, или серију '2000', како је означено од стране Међународног система за означавање легура (IADS) који је првобитно креирало Алуминијумско удружење 1970. године.

## Састав
Поред алуминијума, главни материјали у дуралуминијуму су бакар, манган и магнезијум. На пример, Дуралуминијум 2024 се састоји од 91-95% алуминијума, 3,8-4,9% бакра, 1,2-1,8% магнезијума, 0,3-0,9% мангана, <0,5% гвожђа, <0,5% силицијума, <0,25% цинка, <0,11% титанијума, <0,10% хрома и не више од 0,15% осталих елемената заједно.
Иако додатак бакра побољшава чврстоћу, он такође чини ове легуре подложним корозији. За производе у виду лима, отпорност на корозију може се знатно побољшати металуршким везивањем површинског слоја алуминијума високе чистоће. Ови листови се називају алклад и обично се користе у индустрији авиона.

## Примене
Алуминијум легиран бакром (Al-Cu легуре), који се може очврснути таложењем, означен је Међународним системом означавања легура као серија 2000. Типичне употребе кованих Al-Cu легура укључују:
- 2011: Жица, штап и шипка за вијчане машинске производе. Примене где је потребна добра обрадивост и добра чврстоћа.
- 2014: Отковци, плоче и екструзије за тешке услове рада за авионске арматуре, точкове и главне структурне компоненте, резервоаре и структуре за подизање простора, оквир камиона и компоненте вешања. Примене које захтевају високу чврстоћу и тврдоћу укључујући рад на повишеним температурама.
- 2017. или Авионал (Француска): око 1% Si.[6] Добра обрадивост. Прихватљива отпорност на корозију на ваздуху и механичка својства. У Француској се назива и AU4G. Користила се за примену у авионима у Француској и Италији између два светска рата.[7] Такође је наишла на извесну примену у апликацијама за моторне трке током 1960-их,[8] јер је толерантна легура која се може пресовати помоћу релативно несофистициране опреме.
- 2024: Конструкције авиона, заковнице, хардвер, точкови камиона, производи за вијчане машине и друге структуралне примене.
- 2036: Лист за панеле каросерије аутомобила
- 2048: Лист и плоча у структурним компонентама за примену у ваздухопловству и војној опреми

### Авијација
Немачка научна литература је отворено објавила информације о дуралуминијуму, његовом саставу и термичкој обради, пре избијања Првог светског рата 1914. Упркос томе, употреба легуре ван Немачке није се јавила све до завршетка борби 1918. Извештаји о немачкој употреби током Првог светског рата, чак и у техничким часописима као што је , и даље је могли да погрешно идентификују кључну легирајућу компоненту као магнезијум, а не бакар. Инжењери у Великој Британији су показали мало интересовања за дуралуминијум све до периода након рата.
Најранији познати покушај употребе дуралуминијума за конструкцију авиона тежу од ваздуха одвио се 1916. године, када је Хуго Јункерс први пут увео његову употребу у оквир авиона Јункерс Ј 3, моноавионски „демонстратор технологије“ са једним мотором који је означио прву употребу, од дуралуминијумског валовитог покривача, заштитног знака Јункерса. Компанија Јункерс је завршила само покривена крила и цевасти оквир трупа Ј 3 пре него што је одустала од његовог развоја. Нешто каснији, искључиво -ов оклопни сесквиплан Јункерс Ј.И. из 1917. године, познат у фабрици као Јункерс Ј 4, имао је своја потпуно метална крила и хоризонтални стабилизатор направљене на исти начин као што су крила Ј 3 била, као и експериментални и пловидбени дизајн једноседа Јункерс Ј 7, који је довео до нискокрилног монопланског ловца Junkers D.I, који је увео структурну технологију потпуно базирану на дуралуминијуму у немачку војну авијацију 1918. године.
Прва употреба дуралуминијума у аеростатским оквирима ваздушног брода дошла је у виду крутих оквира дирижабла, који су на крају укључили све оне из ере „Великих ваздушних бродова“ из 1920-их и 1930-их: британски Р-100, немачки путнички цепелини ЛЗ 127 Граф Цепелин, ЛЗ 129 Хинденбург, ЛЗ 130 Граф Цепелин II, и ваздушне бродове Америчке морнарице УСС Лос Анђелес (ЗР-3, бивши ЛЗ 126). УСС Акрон (ЗРС-4) и УСС Макон (ЗРС-5).

### Бициклизам
Дуралуминијум се користио за производњу компоненти и оквира за бицикле од 1930-их до 1990-их. Неколико компанија у Сент Етјену, Француска, истицало се по свом раном, иновативном усвајању дуралуминијума: 1932. године, Верот ет Перин су развили прве полуге од лаке легуре; 1934. године Хаубтман је произвео комплетну радилицу; од 1935. године, дуралуминијумске слободне точкове, мењаче, педале, кочнице и управљаче производи неколико компанија.
Убрзо су уследили комплетни оквири, укључујући и оне које су произвели: Мерциер (и Авијак и други носиоци лиценце) са својом популарном породицом модела Мека Дурал, браћа Пелисиер и њихови тркачки модели Ла Перл, и Николас Бара и његове изузетне креације из средине двадесетог века, „баралуминијумске” креације. Друга имена која се овде појављују обухватају: Пјер Каминада, са својим лепим Каминаргент креацијама и њиховим егзотичним осмоугаоним цевима, као и Гноме ет Роне, са својим дубоким наслеђем произвођача авионских мотора који се такође проширио на мотоцикле, веломоторе и бицикле након Другог светског рата.
Мицубишијева тешка индустрија, којој је било забрањено да производи авионе током америчке окупације Јапана, произвела је „укрштени“ бицикл од вишка ратног дуралуминијума 1946. Овај модел је дизајнирао Киро Хонџо, бивши дизајнер авиона одговоран за Мицубиши Г4М.
Употреба дуралуминијума у производњи бицикала је опала током 1970-их и 1980-их. Витус (бициклистичка компанија) је ипак 1979. године произвела препознатљиви „979” оквир, модел „Дуралинокс” који је одмах постао класик међу бициклистима. Витус 979 је био први производни алуминијумски оквир чија је цев од танких зидова 5083/5086 била клизно постављена, а затим залепљена помоћу сувог епоксида активираног топлотом. Резултат је био изузетно лаган, али веома издржљив оквир. Производња Витуса 979 настављена је до 1992. године.